# Spathius fulvus
Spathius fulvus är en stekelart som beskrevs av Szepligeti 1905. Spathius fulvus ingår i släktet Spathius och familjen bracksteklar. Inga underarter finns listade i Catalogue of Life.